# Местан, Лютви
Лютви Ахмед Местан (24 декабря 1960, Чорбаджийско) — болгарский политик.

## Биография
Родился 24 декабря 1960 года в селе Чорбаджийско. В 1985 году закончил Великотырновский университет по специальностям «болгарская филология» и «право». Работал учителем в Угырчине, Ловешко и Момчилграде.
В 2013 году был избран председателем партии «Движение за права и свободы». В ходе одного из партийных заседаний в ноябре 2015 года поддержал действия Турции, которая сбила российский самолёт, пересекший границу. После этого Местан был снят с поста председателя и исключён из партии.
В 2016 году Лютви Местан создал партию «Демократы за ответственность, безопасность и толерантность» (ДОСТ).
Лютви Местан известен своими симпатиями к политике президента Турции Реджепа Эрдогана и его партии справедливости и развития. Они в свою очередь оказывают поддержку Местану. Так, на учредительном съезде «ДОСТ» присутствовала делегация от партии справедливости и развития, в ходе парламентских выборов в 2017 году посол Турции в Болгарии Сулейман Гёкче снялся в предвыборном ролике «ДОСТ», а министр социальной политики Турции Мехмет Мюэззиноглу призвал болгарских турок голосовать за «ДОСТ».

### Личная жизнь
Женат, трое детей.